# Shisanjing zhushu
Shisanjing zhushu (chinesisch 十三經注疏 / 十三经注疏 – „Kommentare und Subkommentare zu den Dreizehn Kanonischen Büchern“) ist in der heutigen Form als Shisanjing zhushu jiaokanji 十三经注疏校勘记 eine von Ruan Yuan (阮元; 1764–1849) in der Zeit der Qing-Dynastie zusammengestellte und mit im Anhang befindlichen textkritischen Anmerkungen (jiaokanji 校勘记) versehene Sammlung, die berühmte frühe Kommentare und spätere Subkommentare zusammen mit den einzelnen konfuzianischen Werken (den Shisanjing 十三经, Dreizehn Kanonischen Büchern) abdruckt. Im Einzelnen handelt es sich um die folgenden Dreizehn Klassiker: Yijing 易经 oder Zhouyi 周易, Shangshu 尚书 oder Shujing 书经, Maoshi 毛诗 oder Shijing 诗经, Zhouli 周礼, Yili 仪礼, Liji 礼记, Chunqiu Zuozhuan 春秋左传, Chunqiu Gongyang zhuan 春秋公羊传, Chunqiu Guliang zhuan  春秋谷梁传, Lunyu 论语, Xiaojing 孝经, Erya 尔雅, Mengzi 孟子. Der Umfang des Shisanjing zhushu beträgt 416 juan, des Shisanjing zhushu jiaokanji 243 juan. Die Sammlung enthält die Anmerkungen und Kommentare verschiedener Gelehrter von der Han- bis zur Song-Dynastie, darunter Zheng Xuan (Östliche Han-Dynastie), Wang Bi (Wei-Dynastie) und Kong Yingda (Tang-Dynastie). Die Sammlung wurde zuerst in der Zeit der Song-Dynastie publiziert. Sie wurde 1980  vom Verlag Zhonghua shuju in zwei Bänden fotografisch reproduziert. Dazu gibt es einen Index-Band (Shisanjing suoyin 十三经索引). Die von Ruan Yuan herausgegebene Ausgabe ist von weitreichendem Einfluss auf das Studium dieser klassischen Schriften.